# Кам'яницька сільська рада
| Кам'яницька сільська рада — колишній орган місцевого самоврядування у Ужгородському районі Закарпатської області з адміністративним центром у с. Кам'яниця. Сільській раді були підпорядковані населені пункти: - с. Кам'яниця - с. Гута |

## Склад ради
Рада складалася з 18 депутатів та голови.

## Керівний склад сільської ради
| ПІБ                         | Основні відомості                                                 | Дата обрання | Дата звільнення |
| --------------------------- | ----------------------------------------------------------------- | ------------ | --------------- |
| Коваль-Мазюта Марія Юріївна | Сільський голова, 1967 року народження, освіта, позапартійна      | 26.03.2006   | 31.10.2010      |
| Коваль-Мазюта Марія Юріївна | Сільський голова, 1967 року народження, освіта вища, позапартійна | 31.10.2010   |                 |

Примітка: таблиця складена за даними джерела